# A Velha Gaiteira
A Velha Gaiteira é um filme mudo português de comédia, realizado por Ernesto de Albuquerque, em 1921. Teve a sua estreia a 27 de Junho de 1921 na antiga sala de cinema Chiado Terrasse, em Lisboa.
Atualmente, não se conhece o paradeiro de qualquer material fílmico deste título.

## Elenco
- Carlos Machado
- Emília de Oliveira
- Isaura Rocha
- João de Ataíde
- Otelo de Carvalho